# 2. česká hokejová liga 1994/1995
2. česká hokejová liga v sezóně 1994/1995 byla 2. ročníkem samostatné třetí nejvyšší české soutěže v ledním hokeji.

## Fakta
- 2. ročník samostatné třetí nejvyšší české hokejové soutěže
- Týmy HC Slavia Becherovka Karlovy Vary, HC Stadion Liberec a HC Přerov uspěly v baráži o 1. ligu postoupily do dalšího ročníku 1. ligy. Tým SK Horácká Slavia Třebíč v baráži neuspěl.
- Týmy HC Stadion Litoměřice a HC Senquar Litomyšl sestoupily do krajských přeborů. Nově postupujícími do 2. ligy byli: SK Kadaň, HC Orlová, HC Břeclav a HC Jaroměř (postupovaly dva týmy navíc díky rozšíření extraligy).
- Po skončení soutěže prodal licenci na 2. ligu SK Botas Skuteč do TJ Stadion Nymburk a HC Jaroměř do HC Šumperk, navíc tým HK Kaučuk Kralupy nad Vltavou koupil licenci na 1. ligu od HC Hodonín, jehož licenci ve 2. lize koupil TJ Spolana Neratovice.

### Systém soutěže
Týmy byly rozděleny do dvou skupin po 16 týmech, kde hrály systémem doma-venku. Poslední celky obou skupin přímo sestupovaly do krajských přeborů. První dva celky z každé skupiny postupovaly do baráže o 1. ligu.

## Skupina A
| Vysvětlivka                |
| -------------------------- |
| Postup do baráže o 1. ligu |
| Tým vyřazen                |
| Sestupující                |

| Poř. | Tým                               | Z  | V  | R | P  | VG  | OG  | B  |
| ---- | --------------------------------- | -- | -- | - | -- | --- | --- | -- |
| 1    | HC Slavia Becherovka Karlovy Vary | 30 | 24 | 1 | 5  | 160 | 72  | 49 |
| 2    | HC Stadion Liberec                | 30 | 23 | 2 | 5  | 145 | 66  | 48 |
| 3    | HC Příbram                        | 30 | 20 | 4 | 6  | 136 | 84  | 44 |
| 4    | HK Kaučuk Kralupy nad Vltavou     | 30 | 20 | 3 | 7  | 124 | 92  | 43 |
| 5    | HC ZVVZ Milevsko                  | 30 | 15 | 4 | 11 | 117 | 97  | 34 |
| 6    | HC Baník Most                     | 30 | 16 | 2 | 12 | 114 | 128 | 34 |
| 7    | TJ Auto Škoda Mladá Boleslav      | 30 | 14 | 4 | 12 | 135 | 120 | 32 |
| 8    | TJ Slovan Děčín                   | 30 | 14 | 2 | 14 | 116 | 92  | 32 |
| 9    | KLH VT VTJ Chomutov               | 30 | 14 | 2 | 14 | 96  | 91  | 30 |
| 10   | HC SOH Benátky nad Jizerou        | 30 | 12 | 5 | 13 | 126 | 121 | 29 |
| 11   | HC Chemopetrol Litvínov „B“       | 30 | 12 | 1 | 17 | 103 | 118 | 25 |
| 12   | HC Konstruktiva Praha             | 30 | 10 | 2 | 18 | 90  | 104 | 22 |
| 13   | HC ČKD Slaný                      | 30 | 7  | 5 | 18 | 137 | 160 | 19 |
| 14   | HC Bohemians Praha                | 30 | 8  | 2 | 20 | 93  | 137 | 18 |
| 15   | HC Stadion Mariánské Lázně        | 30 | 8  | 2 | 20 | 74  | 140 | 18 |
| 16   | HC Stadion Litoměřice             | 30 | 2  | 1 | 27 | 78  | 222 | 5  |

Po 17. kole prodal klub HC Dukla Mělník licenci HC Stadion Litoměřice. HC Chemopetrol Litvínov „B“ hrál domácí utkání v Teplicích.

## Skupina B
| Vysvětlivka                |
| -------------------------- |
| Postup do baráže o 1. ligu |
| Tým vyřazen                |
| Sestupující                |

| Poř. | Tým                      | Z  | V  | R | P  | VG  | OG  | B  |
| ---- | ------------------------ | -- | -- | - | -- | --- | --- | -- |
| 1    | SK Horácká Slavia Třebíč | 30 | 22 | 0 | 8  | 143 | 72  | 44 |
| 2    | HC Přerov                | 30 | 20 | 4 | 6  | 146 | 83  | 44 |
| 3    | TJ SC Kolín              | 30 | 20 | 4 | 6  | 116 | 74  | 44 |
| 4    | SK Znojemští Orli        | 30 | 15 | 4 | 11 | 90  | 73  | 34 |
| 5    | HC Benešov               | 30 | 14 | 5 | 11 | 123 | 101 | 33 |
| 6    | SK Karviná               | 30 | 13 | 5 | 12 | 103 | 106 | 31 |
| 7    | HC Frýdek-Místek         | 30 | 11 | 6 | 13 | 96  | 114 | 28 |
| 8    | SK Jihlava               | 30 | 10 | 7 | 13 | 98  | 109 | 27 |
| 9    | HC Slovan Rosice         | 30 | 13 | 1 | 16 | 101 | 112 | 27 |
| 10   | HC Haná VTJ Kroměříž     | 30 | 10 | 5 | 15 | 89  | 94  | 25 |
| 11   | HC Strojsvit Krnov       | 30 | 9  | 7 | 14 | 98  | 122 | 25 |
| 12   | SK Botas Skuteč          | 30 | 11 | 3 | 16 | 99  | 126 | 25 |
| 13   | TJ Nový Jičín            | 30 | 10 | 4 | 16 | 90  | 117 | 24 |
| 14   | HC Žďár nad Sázavou      | 30 | 8  | 7 | 15 | 87  | 112 | 23 |
| 15   | HC TJ Šternberk          | 30 | 10 | 3 | 17 | 109 | 139 | 23 |
| 16   | HC Senquar Litomyšl      | 30 | 10 | 2 | 18 | 74  | 109 | 22 |

## Baráž o 2. ligu
- SK Kadaň (přeborník Severočeského přeboru) - HC Donau České Budějovice (přeborník Jihočeského přeboru) 4:1, 5:0
- HC Kladno 1988 (přeborník Středočeského přeboru) - HC Orlová (přeborník Severomoravského přeboru) 0:5, 2:13
- HC Břeclav (přeborník Jihomoravského přeboru) - TJ Klatovy (přeborník Západočeského přeboru) 5:0, 3:4
- HC Jaroměř (přeborník Východočeského přeboru) - HC Alpha Bio Praha (přeborník pražského přeboru) 8:2, 5:3